# نیر طهوری
نیر طهوری (متولد ۱۳۳۸) معمار و هنرپژوه ایرانی و عضو هیئت علمی دانشگاه آزاد اسلامی واحد علوم و تحقیقات تهران است. او برای نگارش رسالهٔ دکتری‌اش با عنوان اعلام پایان هنر در دوره جدید  برگزیدهٔ اولین دورهٔ جشنواره بین‌المللی فارابی شد.

## نقد و نظر
در اردیبهشت ۱۳۹۶، مجلهٔ بخارا نشستی برای نقد و بررسی کتاب طهوری با عنوان چراغست این دل بیدار با حضور ژاله آموزگار، حمیدرضا شعیری و امیر مازیار برگزار کرد.
ژاله آموزگار در این نشست گفت: «طهوری پژوهشگری ارزنده است اما در کنار شخصیت علمی روحی پراحساس و سینه‌ای پرسوز دارد. دانشمند خشک بی‌احساسی که زیبایی‌ها را نبیند و غمی در دلش ننشیند، با کودکان نخندد و با دلدادگان هماوا نشود، تنها دانشنامه است در کتابخانه.»
کتاب دیگر طهوری با عنوان ملکوت آینه‌ها با حضور شهرام پازوکی، امیر نصری، و محمدرضا رحیم زاده نقد شد.

## آثار
- چراغست این دل بیدار، نیر طهوری، ناشر: شهاب ثاقب
- نقدنگاشت: پیشینه نقد و نظر در هنر ایرانی-اسلامی (فتوت‌نامه‌ها)، نیر طهوری (به اهتمام)، ناشر: پژوهشکده هنر
- مجموعه مقالات سومین هم‌اندیشی نقد هنر، نیر طهوری (گردآورنده)، ناشر: فرهنگستان هنر
- ملکوت آینه‌ها: مجموعه مقالات در حکمت هنر اسلامی، نیر طهوری، ناشر: علمی و فرهنگی